# Sasi
Con il termine Sasija, nel Medioevo le popolazioni slave delle attuali repubbliche di Serbia, Croazia, Macedonia, Montenegro e Bosnia, ma anche della Bulgaria, nonché le genti romanze della Valacchia e della Moldavia (Săsia) indicavano le regioni della Transilvania e della Slovacchia (all'epoca conosciuta come Ungheria Settentrionale) abitate da genti di lingua e cultura tedesca. Da queste due regioni, gruppi di coloni tedeschi si spostarono per stabilirsi nelle nazioni ora indicate ed ebbe così inizio la storia della presenza tedesca in queste aree. Secondo lo Jireček, i Sasi provenivano unicamente dalla contea di Szepes (Zips, Spiš) nell'attuale Slovacchia, ma secondo altri, essi provenivano dall'area della città di Hermannstadt (Sibiu), in Transilvania, dove si erano già stabiliti a partire dal 1144, muovendo dall'area del Basso Reno.
Si ritiene più probabile che queste genti provenissero da ambedue le regioni. Il motivo fondamentale per il quale elementi di lingua tedesca si trasferirono in queste terre fu la necessità di provvedere ad uno sfruttamento moderno e razionale delle numerose miniere presenti nei Balcani meridionali. Difatti, l'autentica sfida per queste area era sopperire all'assenza di genti esperte nell'arte dell'estrazione dei metalli. Per tale ragione, i signori locali invitarono coloni tedeschi conosciuti come sassoni (latino: Saxones), già all'epoca rinomati proprio come esperti minatori, affinché procedessero ad uno sfruttamento più remunerativo delle miniere dell'area. Tracce della presenza sassone si ritrovano pertanto in Valacchia e Moldavia (regioni dell'attuale Repubblica di Romania), Bulgaria, Serbia, Croazia, Macedonia e Bosnia. Nelle aree di lingua slava erano conosciuti come Sasi (singolare Sasin o, in Serbo moderno, Sas e anticamente al plurale anche Saksonci). Nei documenti medievali in latino sono indicati come Theotonici o tedeschi (Theotonici, Todischi, Tudeschi). In Valacchia e Moldavia erano chiamati Săsi.

## La religione
I Sasi professavano compattamente la religione cattolica. Poco si sa dell'organizzazione confessionale dei Sasi nei territori dell'ex Repubblica di Jugoslavia. Certamente, da un punto di vista confessionale, a partire dal 1255, tutte le comunità cattoliche della Serbia (Sasi, Ragusei e Cattarini in primo luogo) erano state sottoposte alla giurisdizione ecclesiastica del vescovo di Cattaro (allora più o meno formalmente città del Regno serbo). Il vescovo di Cattaro ottenne anche la giurisdizione dei cattolici della terra di Hum (presso il fiume Narenta, oggi in Bosnia). Ciò avvenne in quanto, alla fine del XII e per tutto il XIII secolo, i mercanti di Cattaro superarono, per numero, tutti gli altri cattolici presenti in Serbia. Essi avevano fondato numerose colonie in Serbia e, presumibilmente, riconoscevano solamente l'autorità religiosa del loro vescovo. I loro desideri, d'altra parte, coincidevano con quelli dei governanti serbi che mantenevano legami stretti e cordiali con Cattaro e che, certamente, preferivano che i Cattolici in Serbia fossero amministrati da un vescovo di una città che, almeno formalmente, riconosceva la loro autorità, anziché da un vescovo di una città libera e potenza straniera come Ragusa. Tuttavia, la città e la diocesi di Antivari, non accolsero mai volentieri questa decisione (che sottraeva loro fedeli e decime). Infatti, nella seconda metà del XIII secolo sorse un'accesa disputa con Cattaro, il cui vescovo aveva ottenuto la giurisdizione sulla Chiesa cattolica, costruita dai Sasi a Brskovo (attuale Montenegro). Agli inizi del XIV secolo, Antivari conseguì una vittoria temporanea, ottenendo dal Papa, il diritto ad amministrare i cattolici (Sasi e Dalmati) di Brskovo, del Rudnik, di Trepča, Gračanica e di quelli (soprattutto Sasi) stabilitisi nei dintorni del monte Rogozna. Tuttavia, questa vittoria rimase ben presto lettera morta, in quanto, alla metà del XIV secolo, papa Clemente V invocò l'aiuto dei più importanti capi Slavi, affinché aiutassero il vescovo di Cattaro nella riscossione delle decime in tutti i territori sopra citati.

## La scomparsa dei sassoni
I sassoni scomparvero dall'area di lingua slava (Serbia, Bosnia, Bulgaria, Macedonia e Montenegro) a seguito dell'arrivo dei Turchi. Tale scomparsa fu determinata sia da motivi di ordine religioso (i Turchi erano musulmani, i Sasi cattolici), sia di ordine economico, in quanto per i Turchi l'attività mineraria rivestiva solo un'importanza economica marginale, tant'è che con il loro arrivo cominciò a decadere (tuttavia, i decreti per le aree di montagna del tempo di Solimano il Magnifico dell'anno 1536 citano ancora i sassoni). I Sasi pertanto, di fronte a tali avvenimenti si trasferirono in Dalmazia, Italia o tornarono in Ungheria. Un gruppo più piccolo e meno numeroso rimase in Serbia, dove venne assimilato dalle popolazioni cattoliche ivi presenti (spesso dalla classe mercantile di Ragusa, ma anche da Croati), e in Bulgaria, dove alimentò sempre un feroce sentimento anti-turco.

## I sassoni nella storia della Serbia
Secondo alcuni autori, i Sasi giunsero in Serbia tra il 1243 e il 1276, durante il regno del re Stepan Uroš I, e introdussero nell'area le loro antiche e sperimentate tecniche di minatori (già sviluppatesi in epoca pre-romana). Secondo altri, i sassoni vennero richiamati nell'area da re Radoslav o da suo fratello Vladislav intorno al 1234 per sfruttare le miniere del Regno Serbo. Peraltro, un primo documento attestante la presenza certa di sassoni nell'area serba, risale al 1276, anno in cui era reggente per conto di re Stepan Uroš, Milutin I. In tale documento vengono stabiliti i confini delle proprietà del vescovato di Zahum (Zachulmia) sul monte Smrdečnik “verso l'alto, al di sotto dei sassoni”. Ciò sembrerebbe confermare che i Sasi arrivarono in Serbia ben prima del regno di Stepan Uroš, e quindi all'epoca di re Vladislav o di suo fratello Radoslav. La presenza dei sassoni nella Serbia Medievale è rinvenibile in numerosi documenti dell'epoca. Questi ultimi sono soprattutto atti che regolamentavano i diritti, i doveri e i privilegi dei mercanti ragusei e dei sassoni presenti in Serbia. Il più antico documento di questo tipo risale agli anni 1240 – 1272 (non è certa la datazione di tale atto). Tramite questo decreto reale il re Stepan Milutin confermava i privilegi ai mercanti di Ragusa e indicava la legge applicabile ai contratti stipulati da questi ultimi. In caso di contrasti tra sassoni e ragusani si stabiliva che la giuria doveva essere composta per metà da giudici Sasi e per l'altra metà da giudici ragusei: “Jake bude pra sa Sasinom, da bude jedan Sasin a drugi Dubrovčanin, pred temi da se raspravlaju”. Invece, in un'ordinanza del 1308 risalente sempre a re Milutin si parla dei Ragusei che devono assolvere ai propri doveri fiscali anche per conto dei Sasi ”kako i Sasi plakjaju”. Un decreto reale del 1355, risalente a re Stepan Dušan, attesta che i sassoni erano ormai considerati cittadini serbi a tutti gli effetti “nitko od vlastela carstva mi, ni Grk, ni Latinin, ni Sasin”. Ancora, un altro documento dell'anno 1387 del principe Lazar regolamenta e conferma i doveri e i privilegi di sassoni e ragusani “I ako koi Dubrovćanin kupi konja, i onogazi konja uhvati Srbin ili Sasin”. Documenti dello stesso tenore e contenuto vennero emessi dal despota Vuk Branković (1387), dal despota Stefan Lazarević, e da Grgur (Gregorius) Branković e Đurađ (Georgius) Branković (1428 e 1445).
Analogamente a quanto accadde all'epoca in numerosi stati medievali dell'Europa (in particolare Regno d'Ungheria, ma anche Regno di Polonia), la Serbia concesse numerosi privilegi ai minatori Sasi, considerandoli come un gruppo sociale a sé stante, per la loro fondamentale importanza per l'economia del Regno. Fino all'anno 1349, ai Sasi fu permesso di sfruttare liberamente le foreste e le relative risorse a proprio piacimento e altresì di fondare le loro colonie. Dopo il 1349, comunque, l'imperatore Stepan Dušan restrinse tale diritto, permettendo ai Sasi di accedere alle risorse delle foreste solo per scopi commerciali. Da un punto di vista economico e giuridico, all'epoca, ogni miniera era considerata come un'azienda al pari delle nostre moderne compagnie. Uno dei più importanti privilegi di cui godevano i Sasi era quello di possedere un proprio notaio che era anche responsabile per il pagamento delle tasse al re. Inoltre, i sassoni possedevano dei propri tribunali in cui veniva amministrato il diritto medievale germanico, mentre nei rapporti con i locali, come abbiamo visto, veniva applicato un diritto intermedio. Inoltre, erano fortemente limitate le possibilità di unioni con gli autoctoni. È interessante notare che i Sasi non gestivano la fase di fusione dei metalli (che spesso avveniva presso le stesse miniere). Invece, queste fonderie erano di proprietà delle compagnie di mercanti di Ragusa.
Inoltre, i Sasi che abitavano nelle città del regno serbo assieme alle popolazioni indigene vivevano in propri quartieri chiusi. Le attività economiche dei Sasi (ma anche quelle dei mercanti ragusei e spalatini) costituirono la base per un fiorente sviluppo delle città serbe in cui erano presenti. Difatti, ben presto, queste colonie minerarie si trasformarono in importanti e fiorenti sedi di mercato. Il commercio costituiva una delle più importanti attività dell'epoca. La maggior parte dei mercanti proveniva dalla città di Ragusa, in Dalmazia, ed aveva organizzato un eccellente sistema di trasporto e commercializzazioni di beni da e per la Serbia. Analogamente a quanto accadeva ai Sasi con cui condividevano la comune fede cattolica, anche ai mercanti ragusei fu garantita la piena libertà religiosa. Spesso, ragusei e minatori sassoni condivisero le stesse chiese cattoliche. I Sasi e i mercanti di Ragusa godevano, quindi, di ampie libertà e amministravano le loro comunità secondo le proprie regole. Tale autonomia includeva anche il diritto di giudicare le controversie che insorgevano tra i sassoni stessi. I tribunali erano amministrati da Purgari, dal tedesco Bürger ("cittadino"). Tribunali simili erano in funzione anche in altri stati (per esempio, Ungheria e Boemia) e giudicavano secondo le usanze dei Sasi. Nei casi di dispute che coinvolgevano sassoni e altre genti, veniva costituita un'apposita giuria formata da un numero uguale di membri in rappresentanza di ogni diverso gruppo etnico coinvolto. Un privilegio di cui i Sasi godevano e che li rese impopolari agli occhi delle popolazioni vicine, era il diritto di potersi approvvigionare di qualunque cosa avessero avuto bisogno senza dover provvedere al relativo pagamento. Simili diritti erano concessi ai minatori anche in altri stati europei dell'epoca e ciò per la grande importanza che rivestiva lo sfruttamento delle miniere per l'economia medievale. Questa pratica di impossessarsi di beni, unitamente all'educata maniera dei Sasi di entrare in una casa dicendo bitte ("prego") e lasciandola dicendo danke ("grazie"), portò al conio di una apposita parola in slavo per descrivere tale comportamento – bitange (singolare: bitanga) che significa allo stesso tempo “impertinente”, “scroccone” e “persona arrogante”.
I sassoni spesso edificarono propri insediamenti caratterizzati da una fortezza costruita sulla parte alta (e detta nei documenti ragusei dell'epoca citada, castello) e da un mercato nella parte inferiore (mercatum) dove operavano anche gli artigiani. I documenti cittadini dell'epoca erano redatti in serbo, sassone e latino, con l'utilizzo degli alfabeti cirillico e latino. La vita urbana medievale non era facile. Le case erano piccole e sporche, costruite l'una vicino all'altra, senza acqua, fogne e servizi igienici. Pertanto, era facile che si verificassero epidemie. I Sasi, inoltre, dovevano difendersi anche dai cosiddetti vermi del minatore (Ankylostomum duodenale) – un parassita che normalmente vive nel fango. I Sasi contraevano questo parassita nelle miniere attraverso la pelle e la bocca. Le miniere Sasi (come è possibile constatare anche oggi) non erano scavate con sistematicità e razionalità. Le loro gallerie correvano in modo zig-zagante e cambiavano direzione verso l'alto o il basso in poco tempo. Ciò accadeva perché i Sasi seguivano una vena mineraria in tutto il suo andamento, una volta individuata. Spesso è possibile percorrere i loro tunnel solo strisciando a carponi nel fango! Alcune di queste miniere sono tuttora attive, come ad esempio Trepča.

## Presenze sassoni in località serbe
Le località serbe interessante dalla presenza sassone furono molte. Come si vede dall'elenco qua sotto. Solo di alcune di queste colonie, è possibile però ricostruire e spesso in modo solo parziale, la storia.
- Ade: già Halda. Il villaggio tuttora conserva nel nome l'origine sassone. Nel censimento turco del Regno Serbo del 1455 è citato come Haode.
- Ajnovce: già chiamato Hajnouzi, Hajnofze, Hajnefze, il villaggio ebbe una maggioranza sassone e ragusea nel Medioevo. Sembra, peraltro, che il villaggio fosse di origine tedesca, e fu un importante centro minerario medievale.
- Ajvalija: i Sasi accorsero qui per sfruttare la locale miniera di zinco e argento.
- Aldinac: non lontano da Knjaževac, presso il confine bulgaro, chiamata nel Medioevo anche Haldance, deriva il suo nome da quello della famiglia Sasi Ald(er)mann. Fu ed è tuttora un'importante miniera di estrazione di rame e oro (oltre che, oggi, uranio e tungsteno).
- Avala: ai piedi di questa montagna, a sud di Belgrado, sorse un importante centro minerario sassone e mercantile raguseo chiamato all'epoca Rudišta, e che scomparve con l'avvento dei Turchi. Le miniere del monte Avala, peraltro, erano già sfruttate in epoca romana.
- Badovac: non lontano da Gračanica, la località ospitò minatori Sasi qui accorsi per sfruttare le locali vene di piombo.
- Azbukovica / Bukovica: numerosi minatori Sassoni si insediarono sui monti dell'Azbukovica, presso il fiume Drin, per sfruttare le locali miniere. Notizie certe sulla loro presenza nella zona si hanno nel 1319. La forte presenza cattolica e sassone del Medioevo è ricordata da alcuni toponimi locali come Latinska ćuprija (lett. Ponte dei Latini = cattolici) o Nemic kamen (707 metri, lett. Pietra dei Tedeschi).
- Ba: ai piedi del monte Suvobor, il toponimo del villaggio deriverebbe dalla parola tedesca Bach = fiume, ruscello. Secondo la tradizione locale, il nome gli sarebbe stato dato dai minatori sassoni per la presenza di numerosi ruscelli nella località. È certo, comunque, che il villaggio venne fondato da minatori Sasi e fu centro cattolico. Con l'arrivo dei Turchi, i coloni Sassoni abbandonarono in fuga la località che venne data alle fiamme e completamente distrutta. Delle case, degli edifici e di tutta la Ba sassone non rimase nulla.
- Badanj (-Sastavci): sul Kopaonik, a nord-ovest di Zaplanina, nel 1360 la località aveva una miniera pienamente operante grazie ai minatori Sassoni ivi presenti.
- Badovac: non lontano da Gračanica, la località ospitò minatori Sasi qui accorsi per sfruttare i locali giacimenti di piombo.
- Bajgora: (già Belagora) un'intensa immigrazione di minatori sassoni interessò l'area. Tracce della loro presenza possono essere rinvenute nella toponomastica locale, come ad esempio il nome del monte Kižavina dal tedesco Kiesgrube, o quello del monte Picel (Spitzel), o ancora della miniera di Pikine.
- Babaj Boks: È incerto se minatori Sasi abbiamo cominciato lo sfruttamento della locale miniera.
- Belačevac: questa località, formata dai villaggi di Veliki e Mali Belačevac, presso Obilić, ospitò (come la vicina Dobro Selo) una comunità Sasi nel Medioevo, dedita allo sfruttamento delle miniere del luogo, tutt'oggi in funzione.
- Bela Reka: sita sul monte Kopaonik, la località conserva i resti di un insediamento minerario sassone, nonché numerosi canali artificiali, chiamati localmente “vada”, costruiti dai Sasi, per portare l'acqua da utilizzare nell'estrazione e nella lavorazione dei metalli.
- Belasica: Antica è la presenza sassone nel villaggio di Belasica, all'epoca denominato Vrhlab. Chiamata nei documenti latini dell'epoca “Montana dell'argento”, nel XIV secolo ottenne anche il titolo di città. I Sasi si insediarono qui per sfruttare le miniere di Goleš fondando probabilmente delle proprie colonie anche in questa località. Belasica, come attestano documenti dell'epoca si trasformò in un tipico insediamento minerario sassone, costituito da una cittadella fortificata sulla parte più alta, e da un'area adibita a piazza e fiera nella parte inferiore. Il villaggio divenne, infatti, anche importante sede di mercato e commercio dei metalli ivi estratti. Ancora nel 1600, nei documenti turchi si attesta l'esistenza di un quartiere cittadino chiamato Mahala Sas, "quartiere sassone", ma ormai abitato da genti serbe o comunque slave. Difatti, non vi erano più sassoni all'epoca. Peraltro, Belasica fu a maggioranza cattolica fino al XVII secolo.
- Belasica (Kopaonik): situato tra Koporiče e Zaplanina, questo villaggio, quale centro minerario sassone, venne citato per la prima volta nel 1346. Nel 1423 e nel 1424, gli annali di Ragusa citano l'esistenza di una folta comunirtà ragusea (zità de Bilassizza) che aveva nel paese case e negozi e che era dedita al commercio dell'argento estratto dalla locale comunità sassone
- Beleg: presso Dečani. Nel XIV secolo viene citata la presenza di Sasi nella località.
- Belgrado / Beograd: conosciuta nei secoli passati anche sotto altri nomi (Griechisch Weissenburg in tedesco, Nandorféhérvár in ungherese, Alba Greca in latino e italiano), anche la capitale della Serbia ospitò nel Medioevo una comunità tedesca costituita però soprattutto da mercanti e artigiani. La comunità scomparve con l'arrivo dei Turchi.
- Belo Brdo: presso Leposavić, sul Kopaonik. Viene citato nel 1346 come centro minerario sassone, oltre che sede di una nutrita colonia ragusea. Con l'arrivo dei Turchi la locale produzione di argento subì una brusca diminuzione. Ancora nel 15400, però, le locali miniere erano oggetto di sfruttamento. Alla fine del XVI secolo, il villaggio risultava completamente abbandonato. Conserva i resti di una miniera medievale sassone.
- Berivojce: Sassoni si insediarono qui per sfruttare le miniere di argento dell'area.
- Binač: La località, oggi mista serbo-albanese, fu interessata da un'immigrazione Sasi. Il nome di un fiume locale, Decki potok, ricorda la presenza tedesca nell'area.
- Boljevce: una minoranza Sasi sembra essere stata presente in questo villaggio nel Medioevo.
- Bor: si sa solo che si tratta di un antichissimo centro di insediamento di minatori Sassoni attratti qua dallo sfruttamento delle locali miniere.
- Bošće: presso Novo Brdo, il nome del villaggio è da riconnettersi alla terminologia mineraria sassone Hufen.
- Bostane: nel Kosovo, vi si trovano i resti di un'antica chiesa sassone medievale in cui veniva venerata la Beata Vergine.
- Brajna: Il villaggio di Brajna nel medioevo ospitò una colonia di Sasi.
- Brasaljce: non lontano dal villaggio si trova la località di Šošovarci già Sasivar, da riconnettersi all'etnico Sachsen ("sassoni").
- Brđani: fu un importante centro minerario della Rogozna, nel 1360, cun una nutrita colonia di minatori Sassoni.
- Breznica: a sud di Muhovac, nel Medioevo, ospitò alcuni coloni Sassoni.
- Brkoli Mahala: la prima parte del nome di questa località, sita non lontano da Brasaljice e Šošovarci, è di origine Sasi ed è da riconnettere al termine Berg cioè "monte". Mahala invece è termine turco che significa "fattoria").
- Brekinja: sulla Rogozna, tra le località di Crveni e Staro Selo di Plakaonica, il villaggio sembra essere stato fondato dai sassoni.
- Brvenik: già chiamata Peraunik nei documenti medievali, si hanno notizie di minatori Sasi (oltre che di mercanti ragusei) nel villaggio intorno al 1295.
- Brzeće e la Brzećka Reka: lungo il fiume Brzećka Reka si trovano numerosi resti di fucine medievali sassoni dove veniva lavorato l'argento estratto dal Kopaonik.A Brzeće, inoltre, nel 1360 operava una miniera Sassone. Anche qui sono presenti i “vada”, canali artificiali costruiti dai Sassoni per inviare l'acqua nelle aree di sfruttamento dei metalli.
- Bukovica: villaggio presso Janjevo, ora scomparso, nel Medioevo ospitò una fiorente comunità Sassone.
- Busovata: chiamata anche Busovato, presso Kosovska Kamenica, la località ospitò nel Medioevo colonie di Sasi ed ebrei.
- Bušince: il villaggio, posto nell'area della Kriva Reka, presso Novo Brdo, ospitò nel Medioevo sassoni ed ebrei.
- Businje: nel Medioevo, nel villaggio era presente una colonia sassone.
- Čabić: presso Klina, vi furono insediati coloni sassoni nel 1330, come attestato dalla Crisobolla di Dečani, la quale cita anche un vicino agglomerato sassone dal toponimo sconosciuto, ma forse da riconnettere all'etnico Sachsen ("sassoni").
- Čarakovce: presso Novo Brdo, nell'area della Kriva Reka, nel Medioevo ebbe una minoranza sassone.
- Cernica: la frazione di Kramovići ricorda nel suo nome la famiglia Sasi, poi serbizzatasi, dei Kramm.
- Čičavica: la montagna di Čičavica, presso Vučitrn, abitata da pastori Vlahi, fu altresì interessata da numerosi insediamenti Sasi.
- Crnča: chiamata Cerençe o Çerniça nei documenti ragusei, sul fiume Drina, minatori Sassoni si insediarono nella località nel Medioevo dove si trovava un'importante miniera di rame e d'argeno (bona ruda d'arçento et rame, 1367). Un documento raguseo del 1375 cita la presenza di “alguni Todeschi”, dai quali si voleva acquistare un terreno. Nell'area si insediarono anche mercanti ragusei e traurini.
- Crnče: intorno al XIV secolo si insediarono qui minatori Sasi.
- Črveni: presso Leposavić, conserva i ruderi di una chiesa medievale sassone chiamata Chiesa dei Minatori.
- Cvijićev Vrh (Veliki Šturac): Alle falde del monte Cvijićev Vrh (chiamato nel Medioevo soprattutto con il nome di Veliki Šturac), nella catena del Rudnik sorse un importante centro minerario sassione e raguseo.
- Dabiševce: nel Medioevo, nel villaggio di Dabiševce si insediò una colonia sassone.
- Đerekari: a sud di Brzeće, numerosi minatori sassoni si trasferirono qui, per sfruttare le oocali miniere. Tutt'oggi vi si conservano rovine di epoca medievale, molte di origine sassone.
- Desivojce: sulla Šipašnička Reka, ospitò una colonia sassone nel Medioevo.
- Devaje(-Selište): chiamata anche Devaja, nell'area di Vitina, ma non lontano da Pasjane, conserva i resti di un insediamento sassone in località Selište.
- Divljaka: nel Medioevo vi vivevano dei Sassoni.
- Dobranja: il villaggio fu teatro nel Medioevo di una colonizzazione sassone. I Sasi giunsero qui al fine di sfruttare le miniere del monte Goleš. Il fiume di Dobranja tuttora si chiama Sasin-potok ovvero "fiume dei sassoni".
- Dobro Selo: presso Obilić, i Sasi si stabilirono qui per sfruttare la miniera di Goleš.
- Dobrčane: vi si trovano le rovine di una chiesa cattolica usata dalle locali comunità Sasi e ragusee.
- Donja Bela Reka: a est di Bor, sul fiume omonimo, le sue miniere, già note al tempo dei Romani, vennero nuovamente sfruttate da minatori Sassoni. In località Crkvina, si trovano i resti di una chiesa medievale del XIV secolo, probabilmente di origine sassone. Lo sfruttamento delle locali miniere cessò con l'arrivo dei Turchi, che dimostrarono una scarsa attenzione verso questo settore. Non ricevendo più alcun pagamento, gli inquilini Sassoni abbandonarono l'area.
- Donja Fuštica: conserva i resti di una chiesa medievale sassone.
- Donja Rudnica: ai piedi del Kopaonik, fu un importante centro minerario sassone nel Medioevo.
- Donja Trepča: nel Comune di Čačak, ospitò nel Medioevo una colonia di minatori Sassoni.
- Donje Isevo: sul Kopaonik, sembra aver ospitato una comunità Sasi nel Medioevo.
- Donje Šaškovce: sul monte Veletin, nei dintorni di Janjevo, questo villaggio, attualmente scomparso, venne fondato da coloni sassoni.
- Donje Slakovce: l'antico nome di Šlakna rimanda ad un'origine o ad una presenza sassone nella località.
- Donji Brgari: presso Belačevac, ma di incerta individuazione il villaggio venne fondato dai sassoni intorno dal 1313. L'ultima citazione della località si ha nel 1455. Dopo l'arrivo dei Turchi scomparve definitivamente. Il toponimo Brgari deriva chiaramente dalla parola tedesca Bürger, cioè "cittadino". Dal villaggio deriva la famiglia serba conosciuta negli annali di Ragusa con il nome di “Popolani”.
- Donji Livoč: Minatori Sasi vivessero nel villaggio nel Medioevo.
- Donji Makreš: la località sembra aver avuto una popolazione mista serba e Sasi nel Medioevo (in particolare in località Rudna Padina e Selište).
- Dražnja: regione di Podujevo, tra Turučica e Orlane, fu sede di una fiorente colonia sassone qui accorsa per sfruttare la locale miniera.
- Drsnik: presso Klina. Nel censimento del Regno Serbo del 1455 è citato un certo Hajan (nome sassone), figlio di Nenanda. La grafia del nome Hajan indica che la slavizzazione dei Sasi locali era già avanzata.
- Đuraševce katun: presso Divljaka, vi vivevano alcuni Sasi.
- Duvarine: a est di Staro Selo, fu un antico centro minarrio sassone.
- Ence: già Hence. Il nome deriva dal patronimico sassone Heinz (in italiano: Enzo). Il villaggio venne fondato dai Sasi qui accorsi per sfruttare le cave di magnesite del monte Goleš.
- Erec: già Herce, il nome di questa località della Rogozna è di origine sassone.
- Gadiš: rovine di un insediamento sassone possono essere rinvenute in località Glam, vicino al villaggio, dove esisteva una miniera, oggi abbandonata. Lo stesso monte che domina la località porta un nome di origine Sasi: Štomna. Sempre vicino a Gadiš, si trova un fiume denominato Decki potok, ma che nei documenti più antichi era chiamato Tudeški potok, cioè "fiume dei tedeschi". Inoltre, non lontano da Gadiš si trova la località di Šaškovci da riconnettersi anch'essa all'etnico Sasi.
- Glogovce: detta anche Glogovica, la località, situata nella regione di Kosovska Kamenica, a sud di Ranilug, sembra aver ospitato una colonia Sasi nel Medioevo.
- Gmince: c'è chi riconnette il nome di questo villaggio al tedesco Gemeinde ("comune, comunità") o Münde (tramite la forma Gmünde).
- Gnjilane: Coloni sassoni di professione minatori si insediarono sui monti Izmornik, presso Gnjilane intorno al XIII secolo.
- Goč: anche in questo piccolo villaggio sito a 200 km a sud di Belgrado e 31 km da Kraljevo, si rinvengono tracce sassoni. Difatti, non lontano dal paese, si trova la località di Rimsko groblje – letteralmente "cimitero romano" – che deriva il suo nome dalla presenza di un cimitero di minatori sassoni (rimsko = "romano", che qui sta ad indicare cattolico), chiamati ad attendere in quest'area alla lavorazione del ferro dalla dinastia dei Nemanja.
- Gornja Fuštica: ospitò nel Medioevo una colonia di minatori Sasi dediti allo sfruttamento delle miniere del vicino monte Goleš.
- Gornja Rudnica: a sud di Lisina, sul Kopaonik, il villaggio sembra essere stato fondato da minatori Sasi nel Medioevo.
- Gornje Rusine: presso Rujce, il toponimo locale Sasa ricorda la presenza dei Sasi nel luogo. Nel XV secolo vengono citati Bogdan e Jovan figli della famiglia Sasa e un abitante di Sasa. I nomi Bogdan e Jovan peraltro rilevano che la slavizzazione dei sassoni locali era già in corso.
- Gornje Slakovce: sita non lontano dai centri di colonizzazione sassone di Gadiš e Kišno Polje (regione di Gnjilane), l'antico nome di Šlakna della località ricorda una presenza sassone.
- Gornji Krnjin: nel villaggio si trovano i ruderi di un'antica chiesa cattolica chiamata Latinska ("latina") usata da Sasi e ragusei.
- Gračanica (Kosovo): anche questa antichissima e importante cittadina serba ospitò una comunità cattolica di origini sassoni e ragusee. Nel 1303 divenne parrocchia cattolica …ecclesie parochiales in Regno Servie … in Grazaniza.
- Grabovci: presso Vučitrn. Nel censimento del Regno Serbo del 1455 viene citato un certo Vlk (Wolfus, Wolkerius), figlio di Henica (Heinz), nomi di origine sassone.
- Gračko: sembra in questa località, non lontano dal monte Goleš, vi fosse una colonia sassone dedita allo sfruttamento della locale miniera di magnesio. Alcuni ritengono che la località di Donji Brgari si trovasse qui.
- Građenik(-Selište): nell'area del fiume Kriva Reka di Novo Brdo, ospita i resti dell'insediamento sassone di Selište.
- Grebno: Nel censimento del Regno Serbo del 1455 viene citato un certo Vlk figlio di Henica (Heinz), come per Grabovci.
- Grizime: chiamato negli antichi documenti serbi anche Grizimijeh, questo villaggio, sito presso la Kriva Reka di Novo Brdo, ospita i resti di un antico insediamento sassone abbandonato.
- Grubovica: Sulla Rogozna, a sud di Crveni, il nome del villaggio sembra da riconnettersi alla parola tedesca Grube cioè "fossa".
- Guvno Selo: Tracce della presenza sassone sembrano rinvenibili in uno degli antichi nomi del villaggio: Stovna dal tedesco Stollen = "stalle".
- Halabak: il nome, che deriva dal tedesco–vlaho Alb-Bach, testimonia ancora oggi la passata presenza sassone nella località. Il dialetto slavo locale contiene molte parole di origine tedesca. Il Boeglin ritiene che non lontano da Alabak si trovi lo scomparso villaggio sassone di Crvence, citato nel censimento turco del Regno Serbo del 1455.
- Hrtica: La presenza sassone è attestata in questo villaggio fino al 1445.
- Iglarevo: per il Pavlović la località venne fondata nel 1330 da minatori Sasi, e deriva il suo nome dal termine tedesco Hügel che vuol dire "collina". Invece per il linguista Franc Miklošič (Miklosich) il villaggio è di chiara origine slava e il suo nome significa "opificio".
- Istok: tra Istok e il villaggio (già katun vlaho) di Dragoljevac si trova un fiume denominato Sasinov studena, cioè "fontana dei sassoni" (Brunnen der Sachsen).
- Janjevo: importante centro minerario, nel Medioevo ospitò a partire dal 1303 una fiorente comunità Sasi (oltre ad una nutrita colonia ragusea che aveva qui un suo console), che mantenne la sua originaria fede cattolica, anche successivamente all'invasione turca. Qui, per molto tempo, venne amministrata la giustizia secondo il diritto minerario sassone. La scomparsa di comunità Sasi vicine comportò però la perdita dell'uso della lingua tedesca, probabilmente nel XVI secolo, e l'adozione di quella croata (per differenziarsi dai vicini Serbi ortodossi), ma molti degli abitanti croati di Janjevo mantennero sempre viva la memoria delle loro origini. Oggigiorno, a seguito della dissoluzione della ex-Jugoslavia e della deportazione e dello scambio forzoso di popolazioni, i Sasi assimilati di Janjevo sono stati costretti ad abbandonare in massa l'area e hanno trovato rifugio in Croazia. Non lontano dal villaggio, sui monti Vrnovkol, si trova un celebre santuario mariano cattolico, già frequentato nel Medioevo.
- Jarinje: caratteristico villaggio dell'area ai piedi del monte Kopaonik, ospitò nel Medioevo una colonia Sasi.
- Jasenovik: A sud di Boljevce, nella località è particolarmente diffuso il cognome di origine sasi Utman (Hüttmann, Hüttermann?).
- Jošanica: è attestata la presenza di minatori Sasi presso la miniera di Jošanica attorno al XVI secolo.
- Kadijevac: sul Kopaonik, conserva i resti di un insediamento minerario sassone.
- Kišna Reka: sembra che coloni sassoni si siano qui trasferiti per sfruttare le miniere del monte Goleš.
- Kišnica: i minatori Sasi si trovavano qui per sfruttare la locale miniera di piombo.
- Kišno Polje: si tratta di un antico insediamento sassone il cui nome antico era forse Kiesfeld ("campo di ghiaia").
- Klobukar: presso Novo Brdo, vi sono le rovine di un'antica miniera sassone.
- Kolić: presso Pristina. Nel censimento del Regno Serbo del 1455 è citato un certo Hajan (nome Sasi), fratello di Vladislav Racan. Come rivela peraltro il nome Vladislav, la slavizzazione dei Sasi locali era forse già in corso.
- Kolo: non lontano dalla catena montuosa della Čičavica, a sud di Vučitrn, è citato un cittadino Nemce (cioè "tedesco"), figlio di un certo Kalojan. L'uso del nome Kalojan rivela peraltro, una tendenza alla slavizzazione dei Sasi locali.
- Kololeč: sito nell'area della Kriva Reka di Novo Brdo, ebbe, nel Medioevo, una minoranza sassone.
- Kolonija: presso Stari Trg, sembra essere un villaggio di origine sassone.
- Kopaonik (monte): conosciuto nel Medioevo come Mons Argentinus, ospitò numerose e folte colonie sassoni che qui si insediarono al fine di sfruttarne le molte miniere. Resti di insediamenti sassoni e di lavorazioni minerarie si trovano, infatti, a Bela reka, Brzećka reka (lavorazione dell'argento), Kadijevac (resti di un insediamento), Lisina, Rudnik, Smokovska reka, Zaplanina, ecc. I Sasi che dimoravano sul Kopaonik, procedettero anche ad un intenso sfruttamento delle foreste dell'area. Tra i sassoni delle montagne del Kopaonik era particolarmente in uso il sistema già ricordato del bitange, per il quale i contadini serbi ricevevano un regolare risarcimento da parte delle casse reali. Tutt'oggi i contadini serbi del Kopaonik usano il termine bitange per indicare una persona arrogante o vagabonda, mentre quando somministrano del cibo usano il termine bite dal tedesco bitte ("prego"). Le regole del bitange valevano anche quando i Sasi scendevano a valle dalle montagne per recarsi nelle località di pianura. Peraltro, erano molto rigide le norme che vietavano le commistioni tra genti sassoni e serbi del luogo, tant'è che Sasi del Kopaonik e popolazioni locali rimasero sempre due corpi distinti e separati.
- Koporiče: villaggio situato sulla catena del Kopaonik, presenta i resti di un antico insediamento minerario sassone. In un documento della diocesi di Cattaro del 1303, viene anche espressamente menzionata la presenza di sassoni e l'esistenza di una chiesa cattolica nel villaggio … ecclesie parochiales in Regno Servie … in Coporichc.
- Koprivnica: nell'area della Kriva Reka di Novo Brdo, ospitò fino al XV secolo una minoranza sassone.
- Koretište(-Selište): presso il villaggio di Koretište, si trovano le rovine dell'antico insediamento sassone di Selište, i cui abitanti assieme ai Sasi di Gadiš vivevano dello sfruttamento della miniera di Glam.
- Kotore: presso Srbica. Nel censimento del Regno Serbo del 1455 viene citato un certo Radihna (Radinja), figlio di Johan (Johann). Non si sa se l'uso del nome Radinja possa essere considerato sinonimo della slavizzazione dei Sasi del villaggio.
- Krajni Del(- Selište): il villaggio ospita in località Selište i resti di un insediamento sassone.
- Kravanja: presso Podujevo. Nel censimento del Regno Serbo del 1455 è citato un certo Alan (nome Sasi).
- Kremenata: sulla Kriva Reka di Novo Brdo, il villaggio misto serbo-albanese ospitò nel Medioevo una fiorente colonia di sassoni, qui stabilitisi al fine di sfruttare la miniera del monte Cerovi, oggi abbandonata.
- Kriva Feja: sita non lontano da Vranje e dal monte Grot, la locale miniera di Blagodat venne sfruttata da minatori sassoni al fine di estrarne piombo.
- Krpimej: tracce sassoni sono rinvenibili anche in questo villaggio dal XIV al XVI secolo.
- Krš: non lontano da Koporiče, fu interessanta da un insediamento Sasi.
- Krupanj: sembra che coloni Sasi si siano qua insediati intorno al XIV secolo. A questi seguirono mercanti di Ragusa (Crupagn).
- Kučevo: ospitò nel Medioevo una colonia di Sasi dedita allo sfruttamento delle miniere dell'area.
- Kukavica: sulla Rogozna, a nord di Brekinja, la località fu interessata da una colonizzazione di minatori Sasi.
- Kupina: presso Krpimej. Nel censimento del Regno Serbo del 1455 vengono citati Paul, figlio di Paja e Radivoj figlio di Paul (e non Pavao o Pavel alla slava). La slavizzazione dei Sasi del luogo dovette però verificarsi molto presto.
- Labljane: situato nel Kosovo, nel Medioevo era un centro mistilingue serbo, vlaho e albanese, oltre che sassone. Qui venne fondato un convento francescano (Laab), per attendere alla cura spirituale dei sassoni e dei fedeli latini dell'area. Peraltro, non lontano dalla cittadina si trovano due località denominate rispettivamente “Campo di Henne” e “Cima di Henne”, dal nome di persona Sasi Henne.
- Lajčić (anche Lejačić): nell'area della Kriva Reka di Novo Brdo, e chiamata nel Medioevo anche Leočić, ospitò all'epoca una colonia sassone.
- Lece: posto a nord di Medveđa, nei monti chiamati non a caso Majdan Planina ("monti fucina") i Sasi vi estraevano oro fin dal Medioevo. Tuttora a Lece viene estratto l'oro più puro di Europa.
- Leštar (anche Lještar, e nel Medioevo Leštije): situato nell'area della Kriva Reka di Novo Brdo, il villaggio ospitò una colonia Sasi.
- Letnica: nel Kosovo, non lontano da Vitina, chiamata nei documenti cattolici Montenegro di Servia o Montenegro di Scopia, e in tedesco Schwarzenberg, nel Medioevo esisteva qui la chiesa latina (sassone e ragusea) dedicata alla Beata Vergine. La vicina località di Sasovci ricorda anch'essa nel nome la presenza Sasi.
- Lisina: sul Kopaonik, ospita i resti di un insediamento minerario sassone.
- Majdanpek: una nutrita colonia sassone si insediò a Majdanpek (Pegg) alla fine del XIV secolo, per sfruttare le numerose miniere dell'area. Della presenza sassone rimangono numerosi toponimi di fiumi, monti e foreste (ad es. il principale fiume della zona si chiama Šaška reka cioè "fiume dei Sasi").
- Mali Alas: presso Pristina. Nel censimento del Regno Serbo del 1455 viene citato un certo Nikola Nemescerune, cioè "tedesco".
- Manastirce: presso Uroševac. Nel censimento del Regno Serbo del 1455 viene citato un certo Jakob, figlio di Hajan, nomi Sasi.
- Manišince(-Selište): Non lontano dal villaggio (area di Pristina), si trovano i resti dell'insediamento sassone di Selište.
- Marevce: (chiamata nel Medioevo anche Maroevci) il villaggio ospitò una comunità Sasi e fu parrocchia cattolica. Vi vengono citati gli abitanti Erich e Hanzo (Heinz o Hans) nel XIV secolo, che diedero nome a loro volta a due località oggi scomparse. Altresì qui si trova una miniera di piombo già sfruttata dai Sasi. Inoltre, il villaggio tuttora conserva i resti di processi medievali di estrazione dei minerali dell'area inaugurati dai sassoni.
- Mazić: chiamata nel Medioevo Stara Trepča, sembra aver ospitato una comunità Sasi nel XIV secolo.
- Mešina: presso Novo Brdo, il villaggio di origine albanese ospitò una comunità sassone nel Medioevo.
- Mramor: la vicina località di Kandžovik ("campo dei Kangj") deriva il suo nome da quello famiglia Sasi Hahn.
- Novo Brdo: lett. "Colle Nuovo", vi si trovava la più importante miniera del Regno Serbo. Conosciuta nei documenti latini medievali come Novaberd, Novus Mons o Novamonte e in quelli sassoni come Nyeuwberghe o Neyyberghe (Nyeuwberghe, Neyyberge), la città è menzionata fin dal 1236. Autentica metropoli medievale con una fortezza situata sulla cima di un antico vulcano spento, Novo Brdo, celebrata come invero città dell'oro e dell'argento fu il fiore all'occhiello di re Stefan Lazarević. A Novo Brdo si stabilì fin dall'inizio una nutritissima colonia sassone, assieme ad una folta rappresentanza ragusea, ma anche spalatina e cattarina. Nella città esistevano miniere e fonderie di ferro, piombo, oro e argento. Le miniere di Novo Brdo producevano, nel 1450 circa 6.000 kg di argento all'anno. Un viaggiatore francese dell'epoca, Bertrand de la Broquiére, ascoltò i resoconti entusiastici sulla città del despota Đurađ (Georgius) Lazarević di Neuberg (una versione del suo nome che riflette il continuo predominio dei minatori di lingua tedesca a Novo Brdo) e registrò che forniva a Đurađ 200.000 ducati all'anno. Si è affermato che tra il 1350 e il 1450 Novo Brdo fosse la “città più famosa dei Balcani”. Peraltro, l'argento di Novo Brdo era conosciuto per essere di minore qualità rispetto a quello prodotto nelle altre parti d'Europa (una lega di argento con 1/6 di oro). Difatti, quanto il re serbo Milutin cominciò a coniare monete a Novo Brdo, si guadagnò un poco invidiabile posto nella storia della letteratura come contraffattore e falsario. Coniò, infatti, imitazioni delle monete d'argento veneziane contenenti solo sette ottavi di argento; Venezia le bandì e Dante denunciò il re Milutin di Rascia quale falsario nella “Divina Commedia”. La città assunse nel Medioevo un autentico carattere cosmopolita, ospitando serbi, albanesi, dalmati, greci e vlahi, accanto ad una maggioranza sassone. Per la forte presenza tedesca, la città era localmente denominata Saško Mesto ("la cittadella sassone"). I sassoni di Novo Brdo erano divisi in due classi: i cittadini e i minatori. I cittadini erano amministrati da un proprio consiglio formato da maggiorenti denominati purgari ("Bürger", "cittadini"), mentre i sassoni minatori erano amministrati da una propria assemblea composta da uomini importanti detti valturci (lett. "foratori"). Un documento raguseo del 1440 parla di cittadini tedeschi di Novo Brdo "... Nichola Honus (Hohn) Tudiesco ... stette a Naouaberda per tempo passato a mo si sta in Ungaria ..."; "... Pleban Parcus quodam Pauli Theutonicus ...". La colonia tedesca veniva citata nei documenti cattolici dell'epoca come "Novomontana civitias, Germanorum coloniie principio namque Saxones in Mysiae partibus metalla et argendi materiam reeperere ...". Il testamento del mercante raguseo Gostiša Bratoslaljić del 1411 cita la presenza di uomini di montagna tedeschi quali suoi debitori: Chatusich, Erich e Hanzo, nomi di evidente origine germanica (Erich e Hans). Altresì, il libro contabile del mercante raguseo Michele Luccari / Lukarević, del 1435 – 1438, cita un cittadino di origine tedesca come suo debitore Lazar Sasarovich (lett. "del Sassone"), il quale risultava essere proprietario di pozzi e giacimenti minerari nella vicina località di Nišino Kolo. La dominazione turca comportò la progressiva scomparsa della folta e nutrita colonia sassone (assieme a quella dalmata). Del resto, al momento della conquista turca della città, la grande chiesa sassone, tuttora chiamata Saška Crkva, venne trasformata in moschea. Ancora nel XVI secolo, peraltro, a Novo Brdo si parlava tedesco, tant'è che la città veniva comunemente denominata Neuberg. Nel 1539 inoltre, nel libro del prete locale Damjan Vasiljević è citato, un certo Petar de Nemičić (lett. "figlio del tedesco"), e nel 1500 si parla di un certo Changius (Hahn), cittadino di Novo Brdo dal nome di evidente origine sassone. Nel corso del tempo, i Sasi rimasti vennero assimilati ai croati locali, ai quali li accomunava la stessa fede cattolica. Cognomi cattolici di origine Sasi, come ad esempio Šuman (Schuhmann?) e Utman (Altmann, Huttmann?) sono attestati a Novo Brdo anche nel 1700. Non lontano da Novo Brdo si trovano la sorgente e la piccola miniera di Kilus (chiamate Chilus nel 1402 e 1411) dal tedesco Kiel (Kielsbrunn e Kielsgrube). Molti sassoni di Novo Brdo emigrarono nel XIII e XIV secolo in Italia e Spagna, dove esportarono la propria arte orafa.
- Orahovac: la crisobolla di Dečani del 1330 cita l'esistenza di un villaggio sassone sconosciuto non lontano da Orahovac, e lo qualifica come katun, termine vlaho che qui indicava un villaggio di montanari. Il nome della località scomparsa sembra in qualche modo da riconnettersi all'etnico Sachsen ("sassoni").
- Orlane: alcuni toponimi locali sono da riconnettersi a famiglie Sasi del luogo: gli Hahn (Kangjovit, Kandjovik) e gli Schultz (Shullcëtt, Šulc), qua arrivate per sfruttare le miniere sul monte Čuka e di Dražnja.
- Ostraće / Ostarići: questo centro del Kopaonik, importante sede fieristica, e citato fin dal 1346 (nei documenti ragusei si parla di una fortezza castel dito Ostrati, mentre in antiche geografiche tedesche del XVI secolo è chiamato Osterrintz), fu interessato da una colonia di minatori Sasi. È sede di un importante e antico santuario ortodosso serbo.
- Pasjane: nel censimento del Regno Serbo del 1455 viene citato un certo Hena (Henne), bovaro dal nome tipicamente sassone.
- Plakaonica: nella Rogozna, tra Gornji Krnjin e Rudine (comune di Leposavić), vi si trovano i resti di vari insediamenti minerari sassoni nel villaggio. Secondo la leggenda, inoltre, nell'area chiamata Crkvine (Crkva in serbo, vuol dire "chiesa"), si troverebbero i resti di una chiesa di minatori sassoni.
- Plana: Questo centro kosovaro fu uno dei più antichi insediamenti sassoni dell'area. Nel 1303 è menzionato altresì come sede di un'importante parrocchia di fede cattolica.
- Podujevo: nel Medioevo ospitò una colonia sassone. Nel censimento del Regno Serbo del 1455 viene citato il sassone Alan figlio di Dujak.
- Prilepnica: per questo antico villaggio passava la vecchia strada medievale che portava verso l'area di insediamenti sassoni di Novo Brdo, Bostane ecc. Per questo la strada era ed è tuttora localmente chiamata Saški put ("der Weg des Sachsen"), cioè "la via dei sassoni".
- Priština: non lontano da Priština (che fu sede tra l'altro di un console raguseo) si trovano i resti dell'insediamento minerario sassone di Kišnica (Kiesgrube?). Inoltre, nel 1455 viene citato quale cittadino di Priština un certo Hajan, dal nome tipicamente sassone.
- Prizren: conosciuta in tedesco anche come Preisern e Prissrent, la cittadina sembra aver ospitato una colonia sassone nel Medioevo. In un documento della diocesi di Cattaro del 1303, viene, infatti, espressamente menzionata la presenza di sassoni e l'esistenza di chiese cattoliche nella città … ecclesie parochiales in Regno Servie … in Prisren ed in un altro del 1346 si menzionano le chiese cattoliche ragusee e sassoni di … Sanctae Marie de Prisren, Sancti Petri supra Prisren. Ragusa aveva qui un suo console, e vi risiedettero anche mercanti genovesi, veneziani e fiorentini.
- Rajanovce(-Selište): chiamato nel Medioevo anche Radanovce (area della Kriva reka di Novo Brdo), il villaggio presenta tracce di un antico insediamento sassone in località Selište.
- Ranilug: tracce della presenza sassone possono essere rinvenute nella toponomastica locale, come ad esempio il nome del monte Štomna, dal sassone Stollen ("stalle").
- Rečica (Kopaonik): situato alle propaggini orientali del Kopaonik, il villaggio ospitò nel Medioevo una colonia Sasi.
- Repušnica: la locale miniera di oro, rame e argento venne sfruttata dai Sasi di Aldinac nel Medioevo.
- Rogozna: si sa solo della presenza di sassoni nella catena montuosa della Rogozna. Nel documento della diocesi di Cattaro del 1303 già citato per Prizren, viene espressamente menzionata la presenza di sassoni e l'esistenza di una chiesa cattolica nell'area … ecclesie parochiales in Regno Servie … in Rogosna ….
- Rudja: situato nella regione di Tutin, il villaggio venne fondato da minatori sassoni.
- Rudnik (Metohija): la località ospitò una comunità di minatori Sasi dedita allo sfruttamento della locale miniera aurifera. L'oro qui estratto venne utilizzato per decorare il monastero di Banjska.
- Rudnik: la montagna di Rudnik (lett. “miniera”), sita a circa 120 km a sud di Belgrado è a tutt'oggi una miniera attiva. Conosciuta come Mons Aureus, nel Medioevo era un'attiva miniera di rame (oltre a piombo, zinco e argento). Nel 1429 vi si producevano elevate quantità di argento e rame. Dai vari antichi documenti conservati presso gli archivi di Ragusa, oltre che dai resti rinvenuti nelle località archeologiche site intorno a Rudnik, è stato possibile ricostruire l'esistenza di un forte insediamento minerario nell'area. Ragusei e sassoni, infatti, insediarono le proprie potenti e fiorenti colonie sul Rudnik a partire dal 1330. Nell'area risiedevano anche mercanti di Spalato / Split e Cattaro / Kotor (Katharren), nonché ungheresi e greci. Il commercio dei prodotti del Rudnik arrivava fino alla Repubblica di Venezia e le numerosissime colonie sassoni erano chiamate “La Città Sassone”. Sulla riva sinistra del fiume Jasenica, si trova la chiesa cattolica chiamata Misa, cioè "Santa Messa", costruita per far fronte alla forte presenza di abitanti di religione cattolica dell'area. Quando i Turchi conquistarono Rudnik, trasformarono la chiesa in moschea. Le rovine della “Misa” possono essere facilmente identificate ancora oggi. Numerose altre tracce della presenza sassone e ragusea medievale possono essere rinvenute intorno a Jezero, Cesmica e lungo il fiume Majdan. I regnanti serbi del Medioevo coniarono le loro monete sul Rudnik, ma Rudnik non viveva solamente del ricavato della vendita dei suoi minerali. Era una località in cui l'artigianato era fortemente sviluppato e in cui il commercio fioriva, costituendo così un'ottima fonte finanziaria per la Serbia. Rudnik era una piccola città cosmopolita che influenzò l'intera Serbia.
- Rujce: a ovest di Lipljan, composto dalle due località di Novo Rujce e Staro Rujce, il villaggio misto serbo–albanese di Rujce venne interessato dalla colonizzazione di sassoni e slovacchi provenienti dalla contea di Zips. Nel 1497 la comunità sassone era ancora fiorente. Nel 1685 è citata ancora la presenza di minatori di lontana origine Sasi e slovacca nell'area “…lavoratori christiani…” di religione cattolica e ortodossa.
- Ruplje: sembra che minatori Sasi si siano qui trasferiti allo scopo di sfruttare le miniere dell'area, già utilizzate agli antichi Romani.
- Šajić: nell'area della Kriva Reka di Novo Brdo, il villaggio presenta i resti di un antico insediamento sassone in località Grobljanska Ravan (Piana del Cimitero).
- Šajkovac: nel 1455 viene citata la famiglia sassone dei Borman (Bohrmann).
- Saš: piccolo villaggio dell'area di Tutin, deriva il suo nome dalla presenza sassone nella località.
- Sas: località nell'area del fiume Timok (non lontano da Majdanpek), anche questo toponimo è legato alla presenza dei Sasi nell'area.
- Sasa, Sasar, Sase, Sasi, Šaška Reka, Šaškovac: tutti i nomi di queste località sono riconnessi alla presenza dei minatori sassoni.
- Šašare: da riconnettere forse all'etnico Sachsen ("sassoni"), nel censimento del Regno Serbo del 1455 viene citato il cittadino sassone Henzo (Heinz). Vi si trovano le rovine della chiesa cattolica medievale dedicata a San Rocco. Molti Croati dell'area possono direttamente farsi risalire ai Sasi che qui si stabilirono nel XIV secolo.
- Saševo: nella valle del fiume Ibar è un villaggio di origine sassone.
- Šaškovci: è un monte presso Vranje che sembra conservare nel nome tracce della presenza sassone nel luogo. Forse i Sasi sfruttarono anche la miniera di zinco e piombo sul monte Grot a nord di Vranje.
- Sasovci: località presso Baljevac, ricorda nell'etimo l'etnico Sasi.
- Semetiš: posto in una regione del Kopaonik, circondato da  laghetti montani, da qui inizia la “Rudica”, ovvero "la Via dei minatori", che metteva in comunicazione tra di loro i vari centri minerari della zona.
- Seroš: presso Orahovac, la crisobolla di Dečani del 1330 parla dell'insediamento di sassoni in questa località.
- Sibovac: vicino a Žiljivoda, sembra che la località sia stata colonizzata da minatori sassoni qui accorsi per sfruttare la locale miniera.
- Skrovna: sembra che il nome di questa località kosovara sia di origine sassone.
- Smokovska Reka: sul Kopaonik, conserva i resti di un insediamento minerario medievale fondato dai sassoni.
- Stara Kolonija: area situata presso Novo Brdo, conserva numerose tracce della presenza sassone.
- Stari Trg: non lontano da Trepča, la località kosovara fu un importante centro sassone nel Medioevo. I sassoni si stabilirono qui per sfruttare le locali miniere. In poco tempo, la località divenne anche un importante centro fieristico. A quell'epoca ospitò anche comunità ragusee e mercanti di Spalato e Venezia e forse anche una comunità ebraica.
- Staro Selo: non lontano da Plakaonica, la località conserva i resti di un insediamento sassone.
- Stojanovci: a est di Surdulica, nel 1539 vengono citati un certo Martin Hanzouich, un certo Pauao Hanzouich (ambedue lett. "(figlio) di Hans") e un certo Chanussi (Thanussii?) Sasinouich (lett. "(figlio) del Sassone") di fede cattolica e sicura origine Sasi. Peraltro, l'uso dei nomi Pavao, antico slavo per Paolo, e Thanus, Chanus, di origine albanese, può indicare una certa tendenza all'assimilazione dei Sasi alle popolazioni locali. A dimostrazione di un certo grado di contatto e simbiosi tra popolazione albanese e Sasi si possono citare i mercanti di Dulcigno (Ulcinj), Chanussii Sasinovich (1375) e Domince Sasen (Sassone? 1387), forse figli di famiglie miste sassone-albanesi. Tale commistione, del resto, non deve affatto considerarsi sporadica, stante il credo religioso cattolico di molti albanesi dell'epoca.
- Stražnik (Koporiče): sul colle di Stražnik, presso Koporiče, si trovano le rovine di un'antica città medievale sassone.
- Strelica(-Selište): sito nell'area della Kriva Reka di Novo Brdo, il villaggio presenta i resti di un insediamento sassone nell'area di Selište.
- Strezovce: regione di Kosovska Kamenica, sopra Lještar, a nord di Ajnovce, sembra che la località sia stata interessata da una colonizzazione sassone dedita allo sfruttamento della locale miniera di magnesio.
- Strovce: regione di Vučitrn, ai piedi dei monti Čičavica, a nord di Žilivoda, il nome della località è di evidente origine sassone. Nella località si trovano reperti attestanti l'esistenza di un'attività estrattiva mineraria dell'epoca medievale.
- Studenica: numerosi documenti antichi attestano la presenza di sassoni anche presso questo importantissimo convento e centro religioso medievale serbo (Monastero di Studenica).
- Šumaci: a sud di Novo Brdo, la località venne fondata da Sasi tagliaboschi (Knappen) nel Medioevo.
- Surdulica: la località, nota fin dai tempi dell'antica Roma come luogo di estrazione del ferro, sembra aver ospitato nel medioevo una colonia di minatori Sasi.
- Suvo Rudište: sul Kopaonik, conserva i resti di un insediamento minerario medievale dei sassoni.
- Teća: presso Janjevo, il nome della località sembra da riconnettersi all'etnico Deutsch, cioè "tedesco".
- Tiodže: non lontano da Tiodže (che forse nel nome ricorda l'etnico Deutsch, cioè "tedesco") si trova la miniera di zinco di Suva Ruda, il cui sfruttamento sistematico iniziò solo con l'arrivo dei Sasi.
- Topilo: presso Uroševac. Nel censimento del Regno Serbo del 1455 viene citato un certo Petran figlio di Bernard, quest'ultimo nome di origine sassone (Bernardo).
- Trepča: presso Kosovska Mitrovica (conosciuta per la sua vena mineraria di piombo, zinco e argento) fu famosa nel Medioevo, analogamente all'intera area montuosa del Kopaonik, per le sue ferventi attività estrattive. Qua si trovava una grande colonia di Sasi (oltre che di mercanti ragusei e spalatini) come attesta la Crisobolla del 1318 che confermava i privilegi dei sassoni sulle locali miniere Sasi trebckii. Un'altra informazione diretta sulla presenza dei Sasi nella località si rinviene in una lettera ragusana a firma del mercante Manuele Tedeschi, probabilmente un rapporto diretto ai maggiorenti della Repubblica dalmata, dell'anno 1349, nella quale si menzionano come abitanti di Trepča dell'epoca “Tudesci, Slavi, Latini”. Ancora poi, in un documento ragusano del 1440 si cita “…uno Tedescho Rupnich el qual passando alcuni anni in Trepze…”. Trepča era anche sede ecclesiastica della “curia Teotonicorum et /o curia purgarorum” dell'area. Tuttora, vi sono le rovine della grande chiesa sassone, detta anche Latina, a tre navate, eretta nel XIII secolo secondo lo spirito gotico dell'epoca e dedicata a San Pietro. All'epoca esisteva anche una seconda chiesa cattolica dedicata alla vergine Maria. Non lontano dalla località, si trova la miniera di Tisovak, anch'essa sfruttata dai Sasi nel Medioevo.
- Trgovište: importante sede di mercato sulla cosiddetta via Romana o Francigena (Französische, Romanische Straße), ospitò una fiorente comunità sassone e ragusana.
- Trničevice: conserva i resti di forni e fumaiole medievali utilizzate dai minatori sassoni per l'attività estrattiva.
- Tuđevce: (già nel Medioevo Tođozevci) sembra che il nome possa farsi risalire all'idronimico Tudeški potok, cioè "fiume dei tedeschi", ma è solo un'ipotesi.
- Turučica: nel censimento del Regno Serbo del 1455 viene citato Paul (secondo la grafia tedesca), fratello di Petro, figlio di Vlkoslav, figlio di Perin.
- Vardenik (Monti): sembra che gruppi di minatori sassoni si siano stabiliti sui monti Vardenik, presso Surdulica allo scopo di sfruttare le miniere di ferro dell'area.
- Veliki Majdan: le miniere di piombo e zinco di Veliki Majdan e Lipnik nei monti Bukovica, non lontano da Ljubovija vennero sfruttate dai sassoni nel Medioevo.
- Veliko Rudare: il villaggio ospitò una minoranza Sasi nel Medioevo (all'epoca era detta anche Rudarije). Ancora oggi, alcune famiglie serbe portano il cognome di origine sassone Štajner (in tedesco: Steiner).
- Vidušić: situato a nord di Trepča e chiamato nel Medioevo Vidoševci, nell'area di Židovi Dol, conserva i resti di un centro minerario sassone. Pare che vi si fosse stabilita anche una colonia di ebrei.
- Vlasotince: sembra che minatori sassoni si siano stabiliti in questa località fondata da genti Vlahe per sfruttare le locali miniere.
- Vranje: si sa per certo che minatori Sasi si stabilirono nelle aree minerarie vicino alla città di Vranje.
- Vrnez: presso Novo Brdo, ospitò nel Medioevo una folta comunità sassone. Ancora nel censimento del Regno Serbo del 1455 vengono citati numerosi sassoni. I discendenti dei sassoni di Vrnez si croatizzarono nel tempo ed ora sono stati trasferiti in Croazia.
- Vuča: chiamata nel Medioevo anche Vlčija (area di Leposavić), in località Anine (“di Anna”), presenta i resti di un antico insediamento sassone.
- Vučitrn: i sassoni si trasferirono anche qui fin dal XIII secolo. Nel 1455 viene citato un certo Durko (Jörg?) della famiglia dei Rozman (Roßmann). La grafia dei due nomi, peraltro, evidenzia che la slavizzazione dei Sasi dell'area era già in corso.
- Zajača: Zajača, nella Serbia occidentale, nel Medioevo era un'importante e attiva miniera di piombo, zinco e argento. Oggi vi si estrae antimonio in notevole quantità.
- Zaplanina: sul Kopaonik, ad est di Lisina, conserva tuttora i resti di uno dei più antichi insediamenti minerari sassoni dell'area.
- Žiljivoda (anche Žlivode nel Medioevo): presso Vučitrn. Nel censimento del Regno Serbo del 1455 viene citato un certo Bogdan figlio di Artur (quest'ultimo nome in uso tra i sassoni). Il nome Bogdan indica chiaramente che era già cominciata la slavizzazione di molti sasi.
- Žitinje: situato alle propaggini orientali del Kopaonik (monti Gornji Lab), il villaggio ospitò una fiorente comunità sassone nel Medioevo. Conserva tuttora numerose tracce della presenza mineraria Sasi (fumaiole, ecc.).
- Žrnovo: sulla montagna di Žrnovo (l'attuale nome “Avala” è di origine turca), a sud di Belgrado, esisteva una miniera medievale che è stata in funzione fino a poco tempo fa.
- Zvećan: Zvećan fu nel Medioevo la sede di un importante convento francescano che si occupava della missione pastorale tra i cattolici sassoni e dalmati del regno di Serbia. Rimase centro di propaganda cattolica anche dopo l'arrivo dei Turchi.